# Peter Ganz

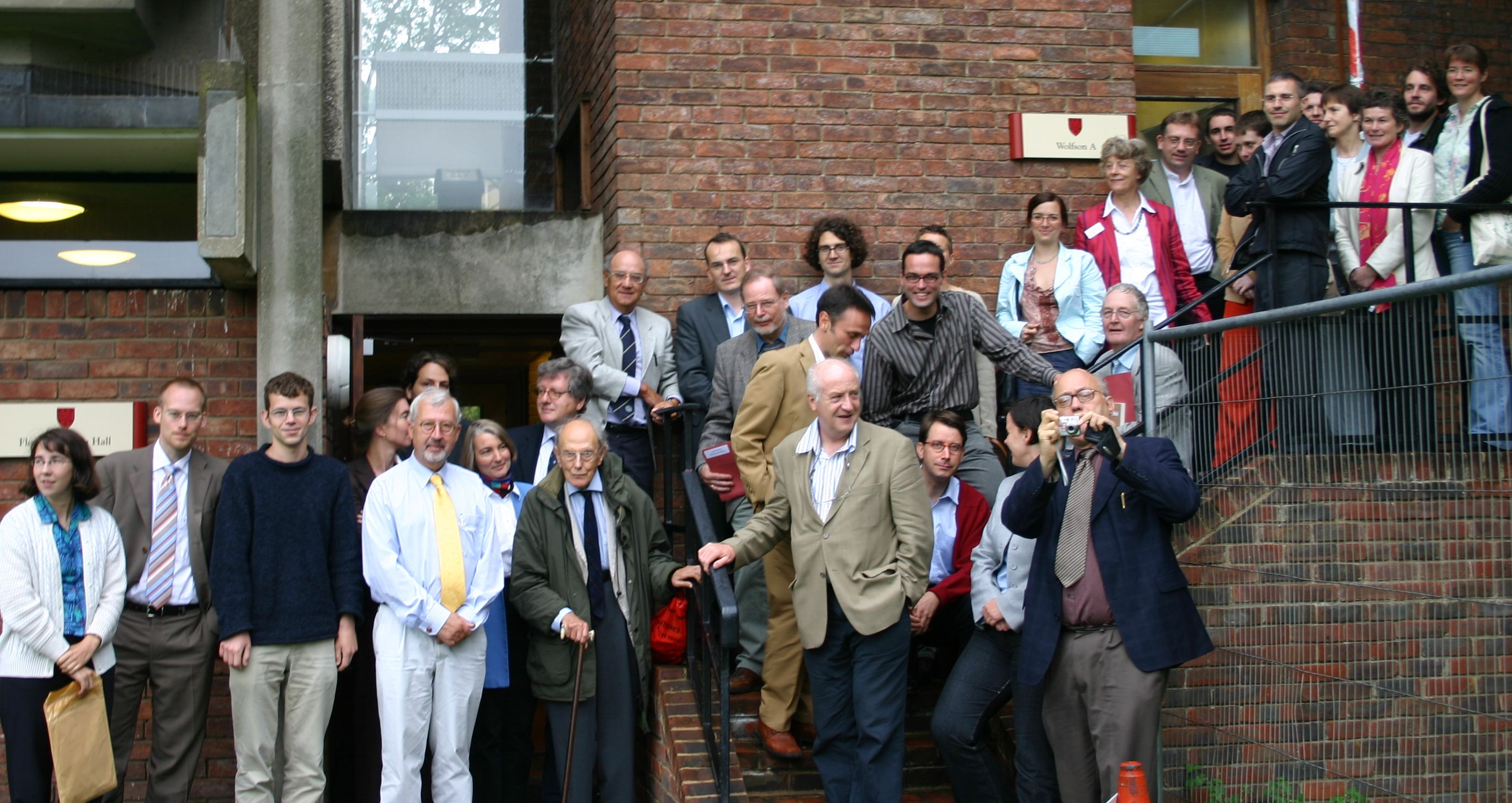
Peter Ganz, Professor of Medieval German Language and Literature, bei seinem letzten öffentlichen Auftreten auf dem Anglo-German Colloquium 2005 in Somerville College, Oxford

Peter Felix Ganz (* 3. November 1920 in Mainz; † 17. August 2006 in Oxford) war ein deutschstämmiger Germanist und Professor an der Universität Oxford.

## Leben
Peter Ganz war der Sohn von Dr. Hermann Friedrich Ignaz Ganz und Dr. Charlotte (Lotte), geb. Fromberg, sein jüngerer Bruder wurde unter dem anglisierten Namen Lewis Henry Gann Historiker. Er besuchte das Realgymnasium in Mainz. Im November 1938 wurde er als sogenannter Aktionsjude verhaftet und sechs Wochen im Konzentrationslager Buchenwald inhaftiert, konnte aber danach nach England emigrieren. Nach einer Internierung auf der Isle of Man trat er dem Pioneer Corps bei und arbeitete dann für das CSDIC (Combined Services Detailed Interrogation Centre), u. a. mit Fritz Lustig. 
Am Kriegsende gehörte er zu den Mitarbeitern der Operation Epsilon und hörte die auf dem Landsitz Farm Hall internierten Nuklearphysiker ab.
1949 heiratete er Rosemary Allen († 1986). Der Ehe entstammen zwei Söhne, Adam Ganz und David Ganz (bis 2010 Professor of Paleography am King’s College London), und zwei Töchter: Deborah Ganz und Rachel Ganz. 1987 heiratete er Nicolette Mout (emeritierte Professorin für neuere Geschichte und Stiftungslehrstuhl Mitteleuropäische Studien).

## Orden und Auszeichnungen
1973 erhielt er das Große Bundesverdienstkreuz in Anerkennung dafür, wie sehr er den wissenschaftlichen Austausch zwischen englischen und deutschen Germanisten gefördert hatte. 1993 wurde ihm die Ehrendoktorwürde der Universität Erlangen-Nürnberg verliehen.

## Wissenschaftliche Tätigkeit
1948–49: Assistant Lecturer am Royal Holloway College, London; 1949–60: Lecturer in German Philology and Medieval Literature am Westfield College, London;  1960–72: University Reader in German, Oxford; 1963–72: Fellow am Hertford College, Oxford; 1972–85: Professor of Medieval German Language and Literature und Fellow an St Edmund Hall, Oxford (Nachfolger: Nigel F. Palmer (bis 2013)); 1985–88: Resident Fellow an der Herzog August Bibliothek Wolfenbüttel, und Honorarprofessor an der Universität Göttingen. 
Er begründete das Anglo-German Colloquium, ein alle zwei Jahre stattfindendes Treffen britischer und deutscher germanistischer Mediävisten. Er war Mitbegründer (1966) der Oxford German Studies, die er 1978 bis 1990 mit herausgab, und Mitherausgeber (1976–90) der PBB.

## Ausgewählte Publikationen
- Der Einfluss des Englischen auf den deutschen Wortschatz (1957)
- Gottfried von Strassburg's Tristan (1978)
- Herausgeber: Dukus Horant
- Herausgeber: Jakob Burckhardts Vorlesungen Über das Studium der Geschichte (1982, erneut als Band 10 der Kritischen Gesamtausgabe, 2000)